# Moose (Perl)
Moose是Perl程式語言的物件系統的展延。其目的是將時下物件導向程式語言的特性代入Perl 5中，使物件導向程設於Perl中少了冗長乏味而更加協調。